# Estádio Antonio Oddone Sarubbi
O Estádio Antonio Aranda, conhecido até novembro de 2013 no Estádio Antonio Oddone Sarubbi Tenente Coronel, é um estádio de futebol na cidade de Ciudad del Este, Paraguai. O estádio foi usado na Copa América de 1999 e hoje é o terceiro maior estádio do país e o maior estádio do interior.
Estando localizado a apenas 5 minutos do centro de Ciudad del Este. O local às vezes também foi usado para shows de grande escala e tem capacidade para 28.000 espectadores. O Club Atlético 3 de Febrero manda seus jogos no local.

## História
Também conhecido como Bastião do Leste, foi construído em 1972 e remodelado em 1999 para ser uma das sedes da Copa América realizada naquele ano. Lá foram disputadas partidas entre as seleções principais do Brasil, México, Argentina e Chile. Também sediou dez jogos da rodada de abertura do Campeonato Sul-Americano Sub-20 de 2007.
Esta remodelação permitiu que o estádio se tornasse o quarto com maior capacidade do Paraguai, superado apenas pelo Estádio Defensores del Chaco, o Estádio General Pablo Rojas de Cerro Porteño e o Estádio Feliciano Cáceres do Sportivo Luqueño, fato que é mais significativo para o membros do clube, bem como para a comunidade da Grande Ciudad del Este. O custo total do investimento rondou os 5 milhões de dólares, trabalhando na construção entre 800 e 1200 pessoas. Dispõe de sala de imprensa, sala para equipa médica, sala de palestras técnicas, quatro balneários modernos com respectivas casas de banho, balneários de árbitros, ginásio equipado, 32 cabinas de jornalistas, cada uma com linha telefónica, parque próprio para viaturas e sala Vip. Além disso, o gesso do clube conta com um eficiente sistema de drenagem que permite que as partidas sejam disputadas sob forte chuva.
Em novembro de 2013, o nome do estádio foi alterado de Tenente Coronel Antonio Oddone Sarubbi para Antonio Aranda. O ex-diretor do clube, Antonio Aranda Encina, foi quem, por meio de sua própria empresa, a Eventos y Construcciones, viabilizou a construção do estádio. Ele também contribuiu ativamente para obter a primeira ascensão da equipe para a Primeira Divisão em 2004.

## Copa América de 1999

### Fase de grupos – grupo B
| 30 de junho | Chile | 0 – 1     | México        | Antonio Oddone Sarubbi, Ciudad del Este |
| 18:35       |       | Relatório | Hernández 58' | Árbitro: ARG Horacio Elizondo           |

| 30 de junho | Brasil                                                                           | 7 – 0     | Venezuela | Antonio Oddone Sarubbi, Ciudad del Este |
| 20:35       | Ronaldo 26', 63' · Emerson 40' · Amoroso 55', 82' · Ronaldinho 75' · Rivaldo 84' | Relatório |           | Árbitro: PAR Bonifacio Núñez            |

| 3 de julho | Brasil                 | 2 – 1     | México       | Antonio Oddone Sarubbi, Ciudad del Este |
| 15:05      | Amoroso 20' · Alex 45' | Relatório | Terrazas 74' | Árbitro: URU Gustavo Méndez             |

| 3 de julho | Chile                                    | 3 – 0     | Venezuela | Antonio Oddone Sarubbi, Ciudad del Este |
| 17:05      | Zamorano 5' · Sierra 21' · Tortolero 66' | Relatório |           | Árbitro: BOL Juan Luna                  |

| 6 de julho | México                         | 3 – 1     | Venezuela   | Antonio Oddone Sarubbi, Ciudad del Este |
| 18:35      | Blanco 21', 39' · Osorno 29' · | Relatório | Gabriel 72' | Árbitro: PAR Bonifacio Núñez            |

| 6 de julho | Brasil            | 1 – 0     | Chile | Antonio Oddone Sarubbi, Ciudad del Este |
| 20:35      | Ronaldo 36' (pen) | Relatório |       | Árbitro: ARG Horacio Elizondo           |

### Quartas de finais
| 11 de julho   | Brasil                    | 2 – 1     | Argentina | Estádio Antonio Oddone Sarubbi, Ciudad del Este |
| 18:10 (UTC-3) | Rivaldo 32' · Ronaldo 48' | Relatório | Sorín 11' | Árbitro: URU Gustavo Méndez                     |

### Semifinais
| 14 de julho | México | 0 – 2     | Brasil                    | Estádio Antonio Oddone Sarubbi, Ciudad del Este |
| 20:35       |        | Relatório | Amoroso 25' · Rivaldo 43' | Árbitro: EQU Byron Moreno                       |